# Деретина књига године
Деретина књига године била је годишња књижевна награда коју је издавачка кућа „Дерета” додељивала истакнутом аутору за дело из сопствене прошлогодишње продукције. Награда је додељивана од 1991. до 2011.
Награда се састојала од повеље и новчаног износа, и евентуално од награде спонзора.
Наведена издавачка кућа од 2006. додељује и Књижевну награду Мирослав Дерета за необјављени рукопис романа.

## Добитници
| Год.  | Добитник              | Дело                                                 | Реф.  |
| ----- | --------------------- | ---------------------------------------------------- | ----- |
| 1991. | Борислав Пекић        | Последња писма из туђине                             | [ 1 ] |
| 1992. | ?                     |                                                      | [ 1 ] |
| 1993. | ?                     |                                                      | [ 1 ] |
| 1994. | Даница Диковић Ћургуз | На литици                                            | [ 1 ] |
| 1995. | Чедомир Мирковић      | У ђаволовом видокругу                                | [ 1 ] |
| 1995. | Алма Миџић Шоштарић   | Учити демократију у Енглеској                        | [ 1 ] |
| 1996  | Милован Витезовић     | Милена из Кнез Михајлове                             | [ 1 ] |
| 1996  | Светислав Басара      | Виртуелна кабала                                     | [ 1 ] |
| 1997. | Светислав Басара      | Изабране позоришне драме                             | [ 1 ] |
| 1998. | Милорад Павић         | Кутија за писање                                     | [ 1 ] |
| 1999. | ?                     |                                                      | [ 1 ] |
| 2000. | Милорад Павић         | Звездани плашт                                       | [ 1 ] |
| 2001. | Драган Лакићевић      | Онога лета                                           | [ 1 ] |
| 2002. | Јован Радуловић       | Старе и нове приче                                   | [ 1 ] |
| 2003. | Радивоје Бојичић      | На ушћу двеју река испод Авале                       | [ 1 ] |
| 2004. | Јасмина Михајловић    |                                                      | [ 2 ] |
| 2005. | Сава Бабић            | Бела Хамваш, Карневал и Scienta sacra                | [ 2 ] |
| 2006. | Надежда Винавер       | Заноси и пркоси Лазе Костића                         | [ 2 ] |
| 2007. | Гордана Трбојевић     | Волфганг Хилдесхајмер, Моцарт                        | [ 2 ] |
| 2008. | Светислав Басара      | Успон и пад Паркинсонове болести                     | [ 2 ] |
| 2009. | Ненад Теофиловић      | Вртешка                                              | [ 2 ] |
| 2010. | Миодраг Јовановић     | Три века српског сликарства                          | [ 2 ] |
| 2011. | Вида Црнчевић Басара  | Прекомерна употреба силе                             | [ 3 ] |
| 2011. | Весна Газдић          | Ахмет Хамди Танпинар, Институт за подешавање времена | [ 4 ] |